# Ryan Lewis
Ryan Lewis (* 25. března 1988) je americký hudební producent, hudebník, režisér videoklipů, fotograf, grafik a DJ. V současné době sídlí v Seattlu. V roce 2006 se přes internetovou hudební síť Myspace spřátelil s rapperem Macklemorem a brzy poté se stali úspěšnou dvojicí. Lewis nahrával, produkoval, mixoval všechny skladby a také režíroval videoklipy a navrhl reklamní grafiky pro singly „Same Love“, „Thrift Shop“, „And We Danced“, „Otherside (Remix)“, „Can't Hold Us“, „Irish Celebration“, „My Oh My“, „Victory Lap“, „The Town“ a „White Walls“.

## Život a kariéra
Navštěvoval střední školu Ferris Spokane ve Washingtonu a absolvoval Roosevelt High School v Seattlu. Vystudoval Washingtonskou univerzitu – obor komparativní historie myšlenek. V raném věku hrál na kytaru v rockové kapele, než se dostal do audio produkce. U Lewise rostla vášeň pro produkci a fotografování současně kolem 15 let. Stal se profesionálním fotografem a v létě roku 2006 začal fotit pro Macklemora, i přes to, že ho to nebavilo. Díky tomu se stali velmi dobrými přáteli.

### The VS. EP
Dne 27. listopadu 2009 Lewis produkoval první ze svých dvou extended play s Macklemorem. Oba umělci se sešli v zimě roku 2008 a začali pracovat na EP. Hlavní nápad extended play bylo vyzkoušet nové hudební směry od současných kapel jako Arcade Fire či Red Hot Chili Peppers. V žebříčku iTunes se EP umístilo na 7. místě v kategorii hip hop.

### The VS. Redux
Téměř po roce vydání prvního extended play se Lewis s Macklemorem rozhodli reagovat na hudební recenze a vyjádření vůči EP. Cílem redux bylo přinést nové remixované verze písní s novými špičkovými umělci. Například Jake One vytvořil remix skladby „Crew Cuts“ přidáním více instrumentálních a basových tónů. Se všemi novými remixy Lewis cítil povinnost udělat také remix, a proto se rozhodl předělat píseň „Vipasanna“.

### The Heist
Dne 28. srpna 2012 Macklemore a Lewis vydali album The Heist. Album debutovalo na 2. místě na Billboard Charts a na v kategorii R&B/Hip-Hopová alba a nejlepší rapová alba. V prvním týdnu se prodalo přes 78 tisíc kopií. Album se také umístilo na první příčce v žebříčku iTunes Digital Albums. The Heist také obdrželo více než milion přehrání na SoundCloud, více než 350 milionů zobrazení na YouTube a následně padesát vyprodaných koncertů ve Spojených státech a Kanadě.
Na 56. předávání hudebních cen Grammy, konaném v lednu 2014, získal společně s Macklemorem čtyři ocenění, a to za nejlepší nováčky, nejlepší rapové album (The Heist), nejlepší rapový počin a nejlepší rapovou píseň (obě za singl „Thrift Shop“).

## Diskografie

### Sólová
- Instrumentals (MP3)

### S Macklemorem
- The VS. EP (2009)
- The VS. Redux (2010)
- The Heist (studiové album, 2012)
- This Unruly Mess I've Made (studiové album, 2016)

## Ocenění a nominace
| Rok  | Název ocenění           | Kategorie                      | Nominovaná práce        | Výsledek   |
| ---- | ----------------------- | ------------------------------ | ----------------------- | ---------- |
| 2013 | American Music Awards   | Umělec roku                    | Macklemore a Ryan Lewis | Nominováni |
| 2013 | American Music Awards   | Nový umělec roku               | Macklemore a Ryan Lewis | Nominováni |
| 2013 | American Music Awards   | Oblbená Pop/Rocková skupina    | Macklemore a Ryan Lewis | Nominováni |
| 2013 | American Music Awards   | Oblíbený Rap/Hip-Hopový umělec | Macklemore a Ryan Lewis | Nominováni |
| 2013 | American Music Awards   | Oblíbené Rap/Hip-Hopové album  | The Heist               | Nominován  |
| 2013 | American Music Awards   | Singl roku                     | „Thrift Shop“           | Nominován  |
| 2013 | BET Awards              | Video roku                     | „Thrift Shop“           | Nominován  |
| 2013 | BET Awards              | Nejlepší skupina               | Macklemore a Ryan Lewis | Vyhráli    |
| 2013 | BET Hip Hop Awards      | Skladba s velkým dopadem       | „Same Love“             | Nominován  |
| 2013 | BET Hip Hop Awards      | Cena posluchačů                | „Can't Hold Us“         | Nominován  |
| 2013 | Billboard Music Awards  | Rapové album roku              | The Heist               | Nominován  |
| 2013 | Billboard Music Awards  | Rapová píseň roku              | „Thrift Shop“           | Vyhrál     |
| 2013 | Billboard Music Awards  | Digitální píseň roku           | „Thrift Shop“           | Nominován  |
| 2013 | MTV Europe Music Awards | Nejlepší píseň                 | „Thrift Shop“           | Nominován  |
| 2013 | MTV Europe Music Awards | Nejlepší nový počin            | Macklemore a Ryan Lewis | Vyhráli    |
| 2013 | MTV Europe Music Awards | Nejlepší Hip-Hopový umělec     | Macklemore a Ryan Lewis | Nominováni |
| 2013 | MTV Europe Music Awards | Nejlepší vystoupení            | Macklemore a Ryan Lewis | Nominováni |
| 2013 | MTV Europe Music Awards | Nejlepší americký počin        | Macklemore a Ryan Lewis | Nominováni |
| 2014 | Ceny Grammy             | Album roku                     | The Heist               | Nominován  |
| 2014 | Ceny Grammy             | Píseň roku                     | „Same Love“             | Nominován  |
| 2014 | Ceny Grammy             | Nejlepší nový umělec           | Macklemore a Ryan Lewis | Vyhráli    |
| 2014 | Ceny Grammy             | Nejlepší rapové vystoupení     | „Thrift Shop“           | Vyhrál     |
| 2014 | Ceny Grammy             | Nejlepší rapová píseň          | „Thrift Shop“           | Vyhrál     |
| 2014 | Ceny Grammy             | Nejlepší rapové album          | The Heist               | Vyhrál     |
| 2014 | Ceny Grammy             | Nejlepší videoklip             | „Can't Hold Us“         | Nominován  |